# SC Lehe-Spaden
Der SC Lehe-Spaden (vollständiger Name: Sportclub Lehe-Spaden 1956 e. V.) ist ein deutscher Sportverein aus der Gemeinde Schiffdorf im niedersächsischen Landkreis Cuxhaven, der am 23. Juli 1956 gegründet wurde. Die Vereinsfarben sind Blau und Rot. Seine Heimspiele trägt der Verein im Schiffdorfer Ortsteil Spaden aus. Der Namensbestandteil Lehe bezieht sich auf den an Spaden grenzenden Bremerhavener Stadtteil Lehe. Die Herren-Fußballmannschaft des Vereins spielt in der Saison 2020/21 in der Bremer Bezirksliga (7. Spielklasse). Neben Fußball bietet der Verein auch Tischtennis, Aerobic, Gymnastik und Badminton an. Darüber hinaus bestand über mehrere Jahrzehnte eine Kegelabteilung.

## Geschichte
Der SC Lehe-Spaden wurde am 23. Juli 1956 von 61 Personen als zunächst reiner Fußballverein gegründet und trat noch im selben Jahr dem Bremer Fußball-Verband und dem Landessportbund Bremen bei. Gleich im ersten Jahr des Bestehens gewann der Klub die Meisterschaft der Kreisklasse Bremerhaven, die verbunden war mit dem Aufstieg in die Bezirksklasse Bremerhaven. 1957 erfolgte die Gründung einer Tischtennisabteilung sowie 1966 die Aufnahme der BSG Hapag-Lloyd in den Verein.
1975 sicherte sich Lehe-Spaden den Meistertitel der Bezirksliga Bremerhaven und den Aufstieg in die Verbandsliga Bremen, die damals die vierthöchste deutsche Spielklasse darstellte. Sechs Jahre lang konnte sich die Mannschaft in dieser Liga behaupten. Nach einem Abstieg feierte der Klub 1984 erneut die Meisterschaft in der Bezirksliga Bremerhaven und den Aufstieg in die fünftklassige Landesliga Bremen. Diesen Erfolg wiederholte man 1986 und 1991, nach dem jeweils zwischenzeitlichen Wiederabstieg. Nach dem abermaligen Abstieg in die Bezirksliga sicherte sich Lehe 2007 zum vierten Mal den Meistertitel der Bezirksliga und kehrte in die Landesliga Bremen zurück. Nachdem dort der Abstieg 2010 nur aufgrund des notwendigen Rückzugs der zweiten Mannschaft von Hansa Rostock aus der Regionalliga Nord bewerkstelligt werden konnte, gelang durch den dritten Platz in der Saison 2011/12 der Aufstieg in die fünftklassige Bremen-Liga. Nach nur einer Saison stieg man gleich zweimal nacheinander ab und spielt nun wieder in der Bezirksliga Bremen.

## Sonstiges
Ein Verein namens SV Lehe-Spaden spielte in der Saison 1951/52 in der Fußball-Amateurliga Bremen.